# アシュモア・カルティエ諸島

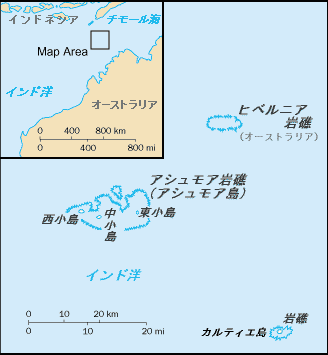
アシュモア・カルティエ諸島

アシュモア・カルティエ諸島（アシュモア・カルティエしょとう、Ashmore and Cartier Islands、アシュモー諸島・カーティエ島とも表記される）はインド洋、また60キロメートルを隔ててティモール海に浮かび、アシュモア岩礁とカルティエ岩礁の3つのサンゴ礁からなるオーストラリア領の無人島。
この島は790キロメートルに位置するノーザンテリトリーの州都ダーウィンが管理している。無人島であるが、ウェスト島に自動気象観測所がある。アシュモア礁は一帯のサンゴ礁のうち、植物が自生する唯一のものである。また、タイマイ、アカウミガメ、アオウミガメなどのウミガメの産卵場で、ウミヘビ、ジュゴン、海鳥および軟体動物、ナマコなどの海洋無脊椎動物の生息地でもある。
オーストラリア政府と協定の下、砂地と珊瑚礁の海域はインドネシア人の漁場になっていた。しかし、乱獲が目立つようになり、政府はインドネシア人の漁を監視するようになった。20世紀の半ばに、オーストラリアとインドネシアではインドネシアの伝統的な漁師の協定交渉の権利を公認した。オーストラリアの海底油田に隣接する領域からの石油の抽出を管理している。

## 歴史
1700年代まではインドネシア人の漁師が訪れていたが、1800年にイギリス船カルティエ号のナッシュ船長により、カルティエ岩礁が発見され、船名に因んでカルティエと名付けられた。アシュモア岩礁は1811年2月イギリス海軍ハイバーニアの船長サミュエル・アシュモアにより、発見され、船の名からハイバーニア岩礁と名付けたが、後に船長の名から現在のアシュモアと名付けられている。1850年代にはアメリカの捕鯨船がアシュモア岩礁で運営し、リン鉱を採掘していた。
1878年、アシュモア岩礁はイギリス領となった。1880年1月5日には944トンの鉄の艀がアシュモア岩礁のアンミリ・セント・カルティエ礁で座礁している。アシュモア岩礁はアメリカとイギリスとの間で領有を主張し合っていたが、1909年にカルティエ岩礁と共に統合されイギリス領となった。1933年に両岩礁はオーストラリア領となり、1938年にノーザンテリトリーの管理下に置かれる、1978年までオーストラリア政府に置かれる。
1983年にアシュモア岩礁国立保護公園（Ashmore Reef National Nature Reserve）が設立され、1985年アシュモア岩礁が自然保護区に指定。一帯に海草の草地・藻場、潮間帯の砂地、干潟、ラグーンが分布しており、2002年にアシュモア岩礁国立保護公園がラムサール条約登録地となった。

## 地形
- 位置：南緯12度14分、東経123度5分
- 面積：8.1km2
- 海岸線：74.1km
- 港湾設備はない。
- ノーザンテリトリーの一部。オーストラリア海軍と空軍が定期的に訪れる。